# نقره‌کار (ابهام‌زدایی)
نقره‌کار می‌تواند به افراد زیر اشاره کند:
- عبدالحمید نقره‌کار (متولد ۱۳۲۲)، دانشیار معماری دانشگاه علم و صنعت
- حسین نقره‌کار شیرازی (زاده ۱۳۲۶) سیاستمدار، دیپلمات، بازرگان و مدیر اجرایی ایرانی